# Жълтопетниста палмова отровница
Жълтопетниста палмова отровница (Bothriechis aurifer) е вид змия от семейство Отровници (Viperidae). Видът е уязвим и сериозно застрашен от изчезване.

## Разпространение
Разпространен е в Гватемала и Мексико.

## Описание
Продължителността им на живот е около 13,7 години. Популацията на вида е намаляваща.